# Volatile (Informatik)
Volatile (deutsch flüchtig, wechselhaft) ist ein Zusatz bei der Deklaration von Variablen in Programmiersprachen wie C, C++, Java oder C#.
In C und C++ spezifiziert dieser Qualifizierer, dass sich der Wert der Variable jederzeit ohne expliziten Zugriff im Quelltext ändern kann, etwa durch externe Hardware oder asynchron ausgeführte ISRs, und dass alle Zugriffe beobachtbares Verhalten darstellen, also auch Lesezugriffe, deren Wert nicht verwendet wird, sowie wiederholtes Schreiben auf dieselbe Adresse, ohne dass explizit gelesen wird. Das schränkt Compiler bei der Optimierung des Codes ein. Allerdings bezieht sich der Term „beobachtbares Verhalten“ auf das der abstrakten Maschine der Sprachspezifikation, und diese kennt kein Threading. Die Kennzeichnung von Variablen als volatile garantiert also keine Thread-Sicherheit.
Im Gegensatz dazu werden bei Java und C# Variablen mit volatile gekennzeichnet, auf die verschiedene Threads zugreifen, um die Sichtbarkeit zu synchronisieren. Mit volatile gekennzeichnete Variablen werden in Java nicht zwischengespeichert (z. B. in Registern). Dadurch wird sichergestellt, dass auch bei Zugriff von mehreren Threads der richtige Wert gelesen wird. Der Zusatz volatile sorgt in Java nicht für gegenseitigen Ausschluss und ersetzt somit nicht Synchronisationsmechanismen (z. B. Locks oder Semaphore).

## Beispiele in C
Ohne volatile könnte der Compiler die Schleife im folgenden Programmausschnitt durch eine einfache Endlosschleife ersetzen und die Variable status wegoptimieren:
```
static
 
volatile
 
int
 
status
;

void
 
poll_status
(
void
)

{

    
status
 
=
 
0
;

    
while
 
(
status
 
==
 
0
)
 
{

        
/* do nothing */

    
}

}

```

In folgendem Beispiel könnte ohne volatile ein optimierender Compiler die bedingte Anweisung mit der Grußformel eliminieren.
```
#include
 
<stdio.h>

#include
 
<setjmp.h>

jmp_buf
 
env
;

int
 
main
 
()

{

   
volatile
 
int
 
status
 
=
 
0
;

   
if
 
(
setjmp
 
(
env
))
 
{

      
if
 
(
status
 
==
 
1
)
 
{

         
puts
 
(
"Hello World"
);

      
}

      
return
 
0
;

   
}

   
status
 
=
 
1
;

   
longjmp
 
(
env
,
 
1
);

}

```